# Peucedanum pubescens
Peucedanum pubescens är en flockblommig växtart som beskrevs av Hand.-mazz. Peucedanum pubescens ingår i släktet siljor, och familjen flockblommiga växter. Inga underarter finns listade i Catalogue of Life.